# Sofia Enrichetta di Waldeck
Sofia Enrichetta di Waldeck (Arolsen, 3 agosto 1662 – Erbach, 15 ottobre 1702) è stata una nobile tedesca, divenuta duchessa consorte di Sassonia-Hildburghausen.

## Biografia
Sofia Enrichetta era figlia del feldmaresciallo, principe Giorgio Federico di Waldeck, e di sua moglie, la contessa Elisabetta Carlotta di Nassau-Siegen (1626–1694).
Sposò ad Arolsen, il 30 novembre 1680, il duca Ernesto di Sassonia-Hildburghausen, amico e compagno di guerra di suo padre. La coppia visse fino al 1683 ad Arolsen, trasferendosi poi ad Hildburghausen dopo che venne completato il locale castello. Sofia Enrichetta fu in stretti rapporti con suo figlio maggiore, cui organizzò il matrimonio con la figlia di suo cugino. Tuttavia la duchessa morì prima del matrimonio, nel 1702, nel castello di Erbach, dieci giorni dopo aver partorito il suo ultimo figlio. Fu la prima ad essere sepolta nella nuova cripta principesca realizzata sotto la chiesa del castello.
Il padre di Sofia Enrichetta era morto nel 1692 senza alcun erede di sesso maschile. Il principato di Waldeck passò, di conseguenza, alla linea di Wildungen, mentre le tre figlie di Giorgio Federico ricevettero quale eredità la contea di Cuylenburg (Crölsburg). Dopo la morte della sorella maggiore di Sofia Enrichetta, Luisa Anna (1653–1714), il primogenito di Sofia Enrichetta ereditò la contea, vendendola in seguito ai Paesi Bassi.

## Discendenza
Sofia Enrichetta ed Ernesto ebbero cinque figli:
- Carlo Guglielmo(1680-1687);
- Ernesto Federico I (1681-1724);
- Sofia Carlotta (1682-1684);
- Sofia Carlotta (1685-1710);
- Giuseppe Federico (1702-1787).

## Ascendenza
|                                                   |                                          |                                                                  | Genitori                                          |  |  | Nonni |  |  | Bisnonni                                   |  |  | Trisnonni                                     |  |
|                                                   |                                          |                                                                  |                                                   |  |  |       |  |  | 8. Josias I, IV conte di Waldeck-Eisenberg |  |  | 16. Wolrad IV, III conte di Waldeck-Eisenberg |  |
|                                                   |                                          |                                                                  |                                                   |  |  |       |  |  | 8. Josias I, IV conte di Waldeck-Eisenberg |  |  | 16. Wolrad IV, III conte di Waldeck-Eisenberg |  |
|                                                   |                                          | 17. contessa Anastasia von Schwarzburg-Sondershausen-Blankenburg |                                                   |  |  |       |  |  | 8. Josias I, IV conte di Waldeck-Eisenberg |  |  |                                               |  |
| 4. Wolrad IV, VI conte di Waldeck-Eisenberg       |                                          |                                                                  |                                                   |  |  |       |  |  | 8. Josias I, IV conte di Waldeck-Eisenberg |  |  |                                               |  |
|                                                   |                                          | 9. contessa Marie von Barby-Mühlingen                            | 18. Albrecht X, conte di Barby-Mühlingen          |  |  |       |  |  |                                            |  |  |                                               |  |
|                                                   |                                          | 9. contessa Marie von Barby-Mühlingen                            | 18. Albrecht X, conte di Barby-Mühlingen          |  |  |       |  |  |                                            |  |  |                                               |  |
|                                                   |                                          | 9. contessa Marie von Barby-Mühlingen                            | 19. principessa Marie von Anhalt-Zerbst           |  |  |       |  |  |                                            |  |  |                                               |  |
| 2. Georg Friedrich, I principe di Waldeck         |                                          | 9. contessa Marie von Barby-Mühlingen                            |                                                   |  |  |       |  |  |                                            |  |  |                                               |  |
|                                                   |                                          | 10. Jakob III, I margravio di Baden-Hachberg                     | 20. Karl II, II margravio di Baden-Durlach        |  |  |       |  |  |                                            |  |  |                                               |  |
|                                                   |                                          | 10. Jakob III, I margravio di Baden-Hachberg                     | 20. Karl II, II margravio di Baden-Durlach        |  |  |       |  |  |                                            |  |  |                                               |  |
|                                                   |                                          | 10. Jakob III, I margravio di Baden-Hachberg                     | 21. contessa Anna von Pfalz-Veldenz               |  |  |       |  |  |                                            |  |  |                                               |  |
| 5. margravia Anna von Baden-Hachberg              |                                          | 10. Jakob III, I margravio di Baden-Hachberg                     |                                                   |  |  |       |  |  |                                            |  |  |                                               |  |
|                                                   |                                          | 11. contessa Elisabeth van Pallandt-Culemborg                    | 22. Floris I van Pallant, I conte di Culemborg    |  |  |       |  |  |                                            |  |  |                                               |  |
|                                                   |                                          | 11. contessa Elisabeth van Pallandt-Culemborg                    | 22. Floris I van Pallant, I conte di Culemborg    |  |  |       |  |  |                                            |  |  |                                               |  |
|                                                   |                                          | 11. contessa Elisabeth van Pallandt-Culemborg                    | 23. contessa Elisabeth von Manderscheid-Virneburg |  |  |       |  |  |                                            |  |  |                                               |  |
| 1. principessa Sophia Henriette von Waldeck       |                                          | 11. contessa Elisabeth van Pallandt-Culemborg                    |                                                   |  |  |       |  |  |                                            |  |  |                                               |  |
|                                                   | 12. Johann VII, I conte di Nassau-Siegen | 24. Johann VI, XV conte di Nassau-Dillenburg                     |                                                   |  |  |       |  |  |                                            |  |  |                                               |  |
|                                                   | 12. Johann VII, I conte di Nassau-Siegen | 24. Johann VI, XV conte di Nassau-Dillenburg                     |                                                   |  |  |       |  |  |                                            |  |  |                                               |  |
|                                                   | 12. Johann VII, I conte di Nassau-Siegen | 25. langravia Elisabeth von Leuchtenberg                         |                                                   |  |  |       |  |  |                                            |  |  |                                               |  |
| 6. Wilhelm, I conte di Nassau-Hilchenbach         | 12. Johann VII, I conte di Nassau-Siegen |                                                                  |                                                   |  |  |       |  |  |                                            |  |  |                                               |  |
|                                                   |                                          | 13. contessa Magdalene von Waldeck-Wildungen                     | 26. Philipp IV, II conte di Waldeck-Wildungen     |  |  |       |  |  |                                            |  |  |                                               |  |
|                                                   |                                          | 13. contessa Magdalene von Waldeck-Wildungen                     | 26. Philipp IV, II conte di Waldeck-Wildungen     |  |  |       |  |  |                                            |  |  |                                               |  |
|                                                   |                                          | 13. contessa Magdalene von Waldeck-Wildungen                     | 27. contessa Jutta von Isenburg-Grenzau           |  |  |       |  |  |                                            |  |  |                                               |  |
| 3. contessa Elisabeth Charlotte von Nassau-Siegen |                                          | 13. contessa Magdalene von Waldeck-Wildungen                     |                                                   |  |  |       |  |  |                                            |  |  |                                               |  |
|                                                   |                                          | 14. Georg III, I conte di Erbach-Breuberg                        | 28. Eberhard XII, conte di Erbach-Freienstein     |  |  |       |  |  |                                            |  |  |                                               |  |
|                                                   |                                          | 14. Georg III, I conte di Erbach-Breuberg                        | 28. Eberhard XII, conte di Erbach-Freienstein     |  |  |       |  |  |                                            |  |  |                                               |  |
|                                                   |                                          | 14. Georg III, I conte di Erbach-Breuberg                        | 29. contessa Margarethe zu Salm-Dhaun             |  |  |       |  |  |                                            |  |  |                                               |  |
| 7. contessa Christine zu Erbach-Breuberg          |                                          | 14. Georg III, I conte di Erbach-Breuberg                        |                                                   |  |  |       |  |  |                                            |  |  |                                               |  |
|                                                   |                                          | 15. contessa Marie von Barby-Mühlingen (= 9)                     | 30. Albrecht X, conte di Barby-Mühlingen (= 18)   |  |  |       |  |  |                                            |  |  |                                               |  |
|                                                   |                                          | 15. contessa Marie von Barby-Mühlingen (= 9)                     | 30. Albrecht X, conte di Barby-Mühlingen (= 18)   |  |  |       |  |  |                                            |  |  |                                               |  |
|                                                   |                                          | 15. contessa Marie von Barby-Mühlingen (= 9)                     | 31. principessa Marie von Anhalt-Zerbst (= 19)    |  |  |       |  |  |                                            |  |  |                                               |  |
|                                                   |                                          | 15. contessa Marie von Barby-Mühlingen (= 9)                     |                                                   |  |  |       |  |  |                                            |  |  |                                               |  |